# Ehrenburg (Baixa Saxônia)
Ehrenburg é um município da Alemanha localizado no distrito de Diepholz, estado da Baixa Saxônia.
Pertence ao Samtgemeinde de Schwaförden.